# 北乃カムイ
北乃 カムイ（きたの カムイ）は、「北海道育成アイドル」として主にインターネット上で活動する札幌市の経済人らにより発案されたバーチャルアイドルキャラクター。2013年4月1日にTwitter及びFacebookで活動を開始した。

## 沿革
2013年4月1日に「半年間でTwitterのフォロワー数とFacebookのいいね!数を合計3万集めたら正式デビュー、出来なければ引退する」ことを公約し、アイドルの卵として活動を開始。
同年8月22日には全国健康保険協会北海道支部の「健康づくり大使」に就任、同月25日には札幌市に本社を置くタクシー会社・長栄交通が北乃カムイを車体にデザインした痛タクを発表するなどの活動を行ったが、期日となっていた同年9月30日時点でフォロワー数・いいね!数の合計が目標の約半数に留まり、翌10月1日に一旦は活動を終えた。
これに対して、Twitter上でさまざまなアカウントが北乃カムイに関するツイートを行ったことが引退と共に報じられ、先述の痛タクは北乃カムイの活動停止後も（2014年1月14日まで）引き続き運用されるなどし、活動を一切停止したにもかかわらずTwitterやFacebookにおけるファンは増え続け、その間の状況を「おたくま経済新聞」が記事にするなど話題とされ、11月15日に正式に活動再開を発表した。「失踪したが捜索により発見された」とされる一連の経緯については、茶番を指摘する向きもあった。
復帰にあたり、従前の反省から細かな公約を多数掲げる形とし、ファンや地元産業と共に北海道を盛り上げることを目指す「一般参加型」バーチャルアイドルとなることを発表した。それに合わせ、メインイラストも変更された。失踪より概ね1年後の2014年8月12日、萌えキャラ学会に正会員として加盟。同年10月1日、北乃カムイをしばしば話題とした「おたくま経済新聞」はこの一年の彼女を振り返る記事を掲載、同様に「一度インターネット上から消えた後に復活した」点が共通する警視庁犯罪抑止対策本部公式アカウントらから一周年を祝うコメントがあったことを報じた。

### コラボレーションなど

北乃カムイ自動販売機（北海道小樽市）

- 復帰時にリニューアルされた公式サイトに掲載されている目標の一つである「ラジオ番組を持つこと」がHBCラジオに注目され、Twitter上での交渉の末にラジオ番組（後述）の制作が決定したが、テキストベースの活動が主である北乃カムイには声優が設定されていなかった。そのため、2013年12月22日から2014年1月23日まで声優を募集した[20][21][22]。この公募には日本全国から約94通の応募があり、一次選考通過者7名に対する投票を経て北乃カムイの声優が決定した[23]。
- 2014年2月のさっぽろ雪まつりに合わせて「北乃カムイゆきまつり'14」を企画、苫小牧市の老舗飲料メーカー・丸善市町との協力でオリジナルガラナ飲料「北乃カムイガラナ」を発売[24][25]、同時にファンからの要望に応える形で函館市の玩具メーカー・蝦夷貿易の協力で自身のオリジナルグッズを封入したカプセルトイ「北乃カムイガチャガチャ」を発表した[26][27]。北乃カムイガラナは、2020年の苫小牧市認定特産品に認定された[28]。
- 季刊「北海道Walker」（角川書店）にて2014年春号より「北海道ご当地アイドル『北乃カムイ』のB級グルメ調査隊」を連載[29]。
- 札幌市の出版社・エアーダイブの無料ウェブ漫画「北方英雄伝カムイ」第6話「汗と涙で羽ばたけ!! 苫小牧 野鳥の聖域ウトナイ湖」にゲストキャラクターとして登場。[30]
- 2014年7月からサッポロファクトリー内のアクセサリーショップPEACHを公認痛ショップに指定し、北乃カムイグッズ販売やファンによるイラスト展示を行っている。[31]
- 室蘭市の納豆メーカー・内藤食品工業より、北乃カムイ監修「北海道ねぎ味噌納豆」を2014年10月31日から発売[32][33][34]。2016年2月には、全国納豆協同組合連合会の第21回全国納豆鑑評会にて優良賞「小粒・極小粒部門納親会長賞」を受賞した。[35]
- 2015年9月から2017年3月まで、北海道芸術高等学校のキャラクターとして起用。KEI完全描きおろしによる同高校の制服を着たカムイのイラストが用いられる[36]。
- 2016年3月、札幌市の2016年度「若者のまちづくり参加促進大使」に認定[3]。
- 2018年12月、新札幌食MAP制作委員会のグルメガイドマップ「新札幌食MAP」にて「新札幌発見大使」に起用されマップにイラストが掲載される[37]。
- 2019年7月、小樽市稲穂のサンモール一番街に「北乃カムイ 自動販売機」が設置される[38][39]。
- 2020年、新型コロナウイルスによる休業を余儀なくされるカラオケ店「カラオケピロス」にて客のリクエスト曲を店員が歌う「カラオケ代行」を企画[40]。

## キャラクター
イラスト上の容姿は、短い黒髪に猫耳を持ち、左前髪に髪飾り、両腕と両足にそれぞれ桃色・黒2色の縞模様のアームウォーマーとニーソックスを着け、桃色・黒・白を基調とする服を着た女性として表現されている。
インターネット上では語尾に「にゃ」などを付けたり、「おは羊蹄山」・「ありがとうきび」という具合に、北海道の地名や産物名を含んだ駄洒落をたびたび使用している。
また、北乃カムイのファンの事を「カムラー」と呼称している。この呼び方は、主にTwitter上やラジオ番組などで用いられる。

## 担当人物
インターネット・紙媒体上以外での活動時には、「憑依」という形で以下の人物が北乃カムイを担当する。
- イベント担当
  - 初代：shiho[42]
    - 公認コスプレイヤーとして、主に『北乃カムイ starring shiho』名義でイベントに出演。2018年6月いっぱいをもって卒業[43]。

  - 2代目：北乃カムイ憑依隊
    - 2018年春季に行われた「北乃カムイオーディション」にて一般公募された応募者から選ばれた公認プレイヤーとして、民謡担当のSORAN、声・拳担当のSAYANO（伊香彩野）、弾き語り担当のOMPU（おものおんぷ）、大食い・アナウンサー・YouTuber担当のASAHIの4名を「北乃カムイ憑依隊」として2018年7月末よりユニット化[44]。
    - 2019年3月をもって、4番のASAHIが就職のため卒業[45]。その後、同年7月末をもって解散[46]。
- ラジオ担当：Lalami [47][48]
  - 通称・ラジカム。声のみの存在として、Twitterで写真が出る際には主に後ろ姿のみが写され、HBCラジオの生番組にゲスト出演する際にはスタジオライブカメラの表示が行われず顔出しを行わない。後述のCDシングルも担当。なお、Lalami名義で北乃カムイ関連イベントにゲスト出演する場合あり。

## 主な出演
特記がない場合イベント・テレビはshihoが、ラジオはLalamiが担当。
イベント
2014年
- 第65回さっぽろ雪まつり 北乃カムイ starring shiho 雪まつりライブステージ
- 北乃カムイ公認コスプレイヤー Shiho来店だにゃあ（11月24日 コトブキヤ秋葉原館）

2015年
- 円山動物園スノーフェスティバル 北海道育成アイドル北乃カムイがマルヤマンと出会う（2月7日 札幌市円山動物園西門レストハウス）
- 第66回さっぽろ雪まつり 北海道育成アイドル 北乃カムイ starring shiho 雪まつりスペシャルライブ 

ラジオ
- 北乃カムイのもにょもにょラジオ!（適当）（HBCラジオ 2014年4月6日 - 2020年9月26日）
- ボストーク8号（FMドラマシティ 2018年8月6日 - 2019年6月30日、憑依隊SORANまたはSAYANOが担当）

テレビ
- 武井壮とマンゾクディーバの新 よるたま（テレビ北海道 2016年6月26日）

## ラジオ番組
活動復帰直後から企画され、声優の公募を経てラジオ番組『北乃カムイのもにょもにょラジオ!（適当）』（きたのカムイのもにょもにょラジオかっこてきとう）を2014年4月5日から放送開始した。HBCラジオでは番組の放送開始に先駆け各時の時報にも北乃カムイを起用した。
番組は、放送開始時点で仮表題、放送内容も未定とされ、一般からの応募により番組を作るとしている。2014年4月1日からradikoで地方放送を全国から聴取できる「radiko.jpプレミアム」が開始されたことを受け、HBCラジオでも全国からの聴取者を得たい考えとしている。
同年4月27日には、TBSラジオ「爆笑問題の日曜サンデー」の「全日本ラジオ新番組選手権2014」企画にてリスナー投票1位のグランプリを獲得した。

### 放送時間
- 2014年4月5日 - 2015年1月3日 毎週土曜日26:00 - 26:30（日曜2:00 - 2:30）
- 2015年1月10日 - 3月28日 毎週土曜日26:00 - 26:40（日曜2:00 - 2:40）
- 2015年4月4日 - 2017年4月1日 毎週土曜日25:00 - 25:40（日曜1:00 - 1:40）
- 2017年4月9日 - 2019年3月31日 毎週日曜日24:30 - 25:00（月曜0:30 - 1:00）
- 2019年4月7日 - 2020年9月26日 毎週土曜日26:00 - 26:30（日曜2:00 - 2:30）

### 主題歌
オープニング・エンディング曲は2014年8月2日放送以降、番組公募でリスナーから寄せられた楽曲案を用いている。
- オープニングテーマ：ラジオを抱くカムラー feat. 北乃カムイ「せーの！で『おは羊蹄山』」
- エンディングテーマ：石王マサト[62] feat. 北乃カムイ「Come Here!」

過去の主題歌
- 初代オープニング：2014年4月5日 - 7月26日 - 藤原慎也作曲[63]「Wonderland Hokkaido〜北乃カムイのテーマ〜」（オフヴォーカル版）

### 番組コンセプト
1. 北海道にこだわって、北海道の魅力を発信する!
2. カムラーと一緒にゼロから番組を作り上げる!
3. 北海道のクリエイターに発表の場を提供する![64]

### 関連番組
- いまいち萌えないラジオ （いまラジ、ラジオ関西）- 北乃カムイ同様の地方発キャラクターであるいまいち萌えない娘がパーソナリティを務めた[注 2]番組として共通点を持つ。『カムラジ』2014年5月31日の放送にて、いまいち萌えない娘からの手紙と共にこの番組の予告が行われた。その後も『カムラジ』『いまラジ』双方のエンディングで相互に番組案内がアナウンスされた。2014年9月21日深夜24時放送の『いまラジ』にはカムイがゲスト出演している[65]。

| HBCラジオ 土曜深夜（日曜午前）2:00 - 2:30                      | HBCラジオ 土曜深夜（日曜午前）2:00 - 2:30                                                  | HBCラジオ 土曜深夜（日曜午前）2:00 - 2:30     |
| 前番組                                                         | 番組名                                                                                     | 次番組                                        |
| -------------------------------------------------------------- | ------------------------------------------------------------------------------------------ | --------------------------------------------- |
| ラヅ魂 （2:00 - 3:00） - 金曜深夜3:00 - 4:00枠に繰り下げて継続 | 北乃カムイのもにょもにょラジオ!（適当） （2014.4.5 - 2015.3.28） - 2015.1.10より10分間拡大 | みっどないと ガッチャンコ!                    |
| HBCラジオ 土曜深夜（日曜午前）2:30 - 2:40                      |                                                                                            |                                               |
| アニメロティック(再放送) （2:30 - 3:00）                       | 北乃カムイのもにょもにょラジオ!（適当） （2015.1.10 - 2015.3.28） - (10分間拡大)           | ちーしゃみんのすっごい歌です♪ （2:30 - 2:45） |
| HBCラジオ 土曜深夜（日曜午前）1:00 - 1:40                      |                                                                                            |                                               |
| 林原めぐみのHeartful Station （1:00 - 2:00）                   | 北乃カムイのもにょもにょラジオ!（適当） （2015.4.4 - 2017.4.1）                            | アニメロティック （1:00 - 2:00）              |
| HBCラジオ 日曜深夜（月曜午前）0:30 - 1:00                      |                                                                                            |                                               |
| アニメロティック                                               | 北乃カムイのもにょもにょラジオ!（適当） （2017.4.9 -2019.3.31）                            | アニメロティック （0:00 - 1:00）              |
| HBCラジオ 土曜深夜（日曜午前）2:00 - 2:30                      |                                                                                            |                                               |
| 東映公認 鈴村健一・神谷浩史の仮面ラジレンジャー                | 北乃カムイのもにょもにょラジオ!（適当） （2019.4.7 -2020.9.27）                            | ラジプロ! （2:00 - 3:00）                     |

## ディスコグラフィ
- せーの!で『おは羊蹄山』/Come Here!（日本コロムビア、COCC-16989 2015年1月28日発売）
  - ラジオ番組「北乃カムイのもにょもにょラジオ!（適当）」オープニング・エンディング曲を収録したシングル。CDジャケットのデザインも北海道の会社で行い、レコード会社以外は「オール北海道産」にこだわったものとなっている[66][67]。

収録曲
1. せーの!で『おは羊蹄山』
作詞：RITZ、作曲：北田新二(Studio MaRiBuRu)、編曲：Studio MaRiBuRu
2. Come Here!
作詞・作曲：石王マサト、編曲：Studio MaRiBuRu
3. せーの!で『おは羊蹄山』 オリジナル・カラオケ
4. Come Here! オリジナル・カラオケ

クレジット
| Voice Performanced by        | Lalami             |
| Recorded,Mixed & Mastered by | Studio MaRiBuru    |
| Backing vocal                | Lalami             |
| Backing vocal                | 石王マサト         |
| Backing vocal                | みずD              |
| Backing vocal                | にゃまだくん       |
| Backing vocal                | マネージャーH      |
| Art Direction                | マネージャーH(KKP) |
| Design                       | 猫山萌(KKP)        |

| HBCラジオ「北乃カムイのもにょもにょラジオ（適当）」STAFF | HBCラジオ「北乃カムイのもにょもにょラジオ（適当）」STAFF |
| -------------------------------------------------------- | -------------------------------------------------------- |
| Personality                                              | ラジカムちゃん                                           |
| Director                                                 | みずD                                                    |
| Exective Producer                                        | にゃまだくん                                             |

| Special Arigatoukibi Everybody at |
| --------------------------------- |
| accessory shop「peach」           |
| T社長（KKP）                      |
| Costume player&singer Shiho       |
| いつも応援してくれるカムラー      |

- Let's go!!みよしの!!（2016年3月17日 iTunes Storeにて世界11カ国配信）
  - NORTH ELEMENTS制作による札幌の外食チェーン「みよしのさっぽろ」のテーマ曲を北乃カムイstarring shihoがカバー。
- Come in Summer〜日本で一番熱い夏大作戦！（日本コロムビア、2016年8月10日 配信シングル）
  - 2015年夏に「北乃カムイのもにょもにょラジオ！（適当）」内で行われたサマーソング募集企画で制作された楽曲。iTunes Store、レコチョクなどで配信[68]。